# Claudio Ammendola
Claudio Ammendola (Roma, 24 novembre 1986) è un attore italiano.

## Biografia
È figlio dell'attore e regista Pino Ammendola.

## Filmografia

### Cinema
- Intolerance, regia di Cinzia TH Torrini (1996)
- Denti, regia di Gabriele Salvatores (2000)
- Stregati dalla luna, regia di Pino Ammendola e Nicola Pistoia (2001)
- L'amore è eterno finché dura, regia di Carlo Verdone (2004)
- Ho voglia di te, regia di Luis Prieto (2007)
- Polvere, regia di Massimiliano D'Epiro e Danilo Proietti (2009)
- A.N.I.M.A., regia di Pino Ammendola e Rosario Montesanti (2019)

### Televisione
- L'amore proibito – film TV (2011)
- Carabinieri si nasce – film TV (2011)
- Piper – serie TV (2009)
- Provaci ancora prof! – serie TV (2008)
- Don Matteo – serie TV (2006)
- Una vita in regalo – film TV (2003)
- Distretto di polizia – serie TV (2000)
- Un bacio nel buio – film TV (1999)

## Teatro
- Hagar: Federico II tra Oriente e Occidente, regia di Ulderico Pesce
- Misura per misura di William Shakespeare, regia di Gabriele Lavia